# Hôtel de Gailhard
Pour les articles homonymes, voir Gailhard.
L'hôtel de Gailhard est un hôtel particulier situé au n° 34 du Cours Mirabeau, à Aix-en-Provence dans le département français des Bouches-du-Rhône et la région Provence-Alpes-Côte d'Azur.

## Historique
Il fut construit en 1650 pour la famille Traversery, puis vendu aussitôt à l'avocat Noël Gailhard.
Le bâtiment sera acheté en 1713 par Bernardin Barlatier. 